# Aconitum senanense
Aconitum senanense är en ranunkelväxtart som beskrevs av Takenoshin Nakai. Aconitum senanense ingår i släktet stormhattar, och familjen ranunkelväxter.

## Underarter
Arten delas in i följande underarter:
- A. s. paludicola
- A. s. hakonense
- A. s. heptapetalum
- A. s. ishizukai